# Rikojärvi
Rikojärvi är en sjö i kommunen Savitaipale i landskapet Södra Karelen i Finland. Sjön ligger 94,7 meter över havet. Den är 18 meter djup. Arean är 53 hektar och strandlinjen är 7,79 kilometer lång. Sjön  ingår i Vuoksens huvudavrinningsområde.   Den ligger omkring 38 km väster om Villmanstrand och omkring 180 km nordöst om Helsingfors. I sjön finns öarna Taipaleensaari och Käensaari. 